# Вудфорд (округ, Кентукки)
Ву́дфорд (англ. Woodford County) — округ в штате Кентукки, США. Официально образован в 1788 году. По состоянию на 2010 год, численность населения составляла 24 939 человек.

## География
По данным Бюро переписи США, общая площадь округа равняется 497,280 км2, из которых 489,510 км2 суша и 8,547 км2 или 0,600 % это водоёмы.

## Население
По данным переписи населения 2000 года в округе проживает 23 208 жителей в составе 8 893 домашних хозяйств и 6 643 семей. Плотность населения составляет 47,00 человек на км2. На территории округа насчитывается 9 374 жилых строений, при плотности застройки около 19,00-ти строений на км2. Расовый состав населения: белые — 92,08 %, афроамериканцы — 5,41 %, коренные американцы (индейцы) — 0,13 %, азиаты — 0,31 %, гавайцы — 0,01 %, представители других рас — 1,13 %, представители двух или более рас — 0,93 %. Испаноязычные составляли 2,99 % населения независимо от расы.
В составе 35,00 % из общего числа домашних хозяйств проживают дети в возрасте до 18 лет, 61,90 % домашних хозяйств представляют собой супружеские пары проживающие вместе, 9,70 % домашних хозяйств представляют собой одиноких женщин без супруга, 25,30 % домашних хозяйств не имеют отношения к семьям, 21,00 % домашних хозяйств состоят из одного человека, 7,50 % домашних хозяйств состоят из престарелых (65 лет и старше), проживающих в одиночестве. Средний размер домашнего хозяйства составляет 2,57 человека, и средний размер семьи 2,99 человека.
Возрастной состав округа: 25,40 % моложе 18 лет, 7,90 % от 18 до 24, 31,20 % от 25 до 44, 25,10 % от 45 до 64 и 25,10 % от 65 и старше. Средний возраст жителя округа 37 лет. На каждые 100 женщин приходится 93,00 мужчин. На каждые 100 женщин старше 18 лет приходится 91,20 мужчин.
Средний доход на домохозяйство в округе составлял 49 491 USD, на семью — 58 218 USD. Среднестатистический заработок мужчины был 39 284 USD против 27 972 USD для женщины. Доход на душу населения составлял 22 839 USD. Около 5,20 % семей и 7,30 % общего населения находились ниже черты бедности, в том числе — 8,00 % молодёжи (тех, кому ещё не исполнилось 18 лет) и 13,10 % тех, кому было уже больше 65 лет.